# Oesterreichische Volks-Zeitung
Die Oesterreichische Volks-Zeitung war eine vom 19. August 1888 bis zum 13. November 1918 erscheinende Zeitung. Sie ging aus der Konstitutionellen Vorstadt-Zeitung hervor, die vom 16. April 1865 bis zum 31. Mai 1874 erschien.
Die Österreichische Volks-Zeitung erschien täglich in einem Format von ca. 40 × 30 cm (2°). Im Impressum wird Gustav Hinterhuber als Schriftleiter und Wilhelm Feldbaum als Drucker genannt. 
Ab 1. April 1905 erschien eine Nebenausgabe – die „Kleine österreichische Volkszeitung“, die ebenfalls bis 13. November 1918 herausgegeben wurde.
Fortgesetzt wurde die Österreichische Volks-Zeitung unter dem Titel Kleine Volkszeitung von 1918 bis 1944. Danach ging sie in der Kleinen Wiener Kriegszeitung auf.
Die einzelnen Namen und Erscheinungszeiten waren:
- Konstitutionelle Vorstadt-Zeitung – 16. April 1865 – 31. Mai 1874
- Oesterreichische Volks-Zeitung – 31. Dezember 1893 – 13. November 1918
- Kleine Volks-Zeitung – 14. November 1918 – 31. August 1944